# Гергана Турийска
Гергана (Гери) Турийска е българска писателка, музикантка и радиоводеща.

## Биография
Родена е на 6 август 1984 г. в Казанлък. Когато е на 3-годишна възраст семейството ѝ се мести в Шейново, а впоследствие в Мюнхен. През 1993 г. се установява в София.
Омъжена е и има дъщеря.

### Музика
Турийска е авторка на текстове на Нина Николина, Графа, Мария Илиева, Тома Здравков, Рут Колева и други. През 2010 г. става вокалистка на формацията Рубикуб, в която участват още Веселин Веселинов – Еко и Росен Ватев.

### Радио и телевизия
Работила е като редактор на новинарската емисия „Музинки“ в телевизия ММ. Водеща е на предаването „На път за вкъщи с Гери“ по БГ Радио. През 2016 година напуска БГ Радио, за да се концентрира върху Пощенска кутия за приказки.